# Аль, Маргарита Викторовна
Маргари́та Ви́кторовна Аль (Альмухаметова; род. 7 октября 1959, Алма-Ата, Казахская ССР, СССР) — российская поэтесса, философ, художник, издатель, литературовед, исследователь метаметафоры и русского космизма. Председатель литературного Совета Ассамблеи народов Евразии и Африки. Президент Фонда содействия развитию культурных проектов народов Евразии «ЛиФФт», Президент Всемирной организации писателей «WOW» (2023). Член творческого Союза профессиональных художников. Член международного ПЕН-клуба.
Известность получила как автор 10 стихотворений в жанре Поэтического перформанса. Продолжая традицию футур инсталляций авиатора-футуриста Василия Каменского, создала поэтические инсталляции в слове и в сценическом воплощении.

## Биография
Маргарита Аль родилась 7 октября 1959 года в Алма-Ате.
1990 г. — Евразийский национальный университет.
1997 г. — После распада СССР переехала в Москву.
2005 г. — Академия поэзии и философии.
2023 г. — Литературный институт им. А.М.Горького.
2001 г. — Вошла в группу ДООС.
2004—2014 гг. — Провела 10 персональных выставок на различных площадках Москвы «Мистерия Железного человека» и «Часы Вечности»; автор перформансов «Кубошар» и «Круче Кручёных» в Государственном музее В. В. Маяковского.
2010 г. — Дебютировала как сценограф и режиссёр Всемирного дня поэзии ЮНЕСКО и на авторском вечере Константина Кедрова в Театре на Таганке.
2011 г. — Сценограф и режиссёр 10-го Всемирного дня поэзии ЮНЕСКО в Гнесинке[64].
С 2014 г. — Учредитель и собственник издательства «ДООС», издатель и редактор «Журнал ПОэтов» , Антологии «Поэтов» (4 тома), поэтической серии «ДООС-Поэзия» (12 книг). Вошла в тройку лидеров группы ДООС (Константин Кедров, Елена Кацюба, Маргарита Аль); организатор международного фестиваля ДООС 2016—2023 годов[10].
Автор и руководитель «Всероссийского литературного проекта ЛиФФт — 2015—2035».
С 2015 г. — Учредитель и собственник издательства «ЛиФФт», главный редактор Первого Всероссийского литературного журнала «ЛИффТ», региональных журналов «ЛИффТ» Тюменской, Рязанской, Свердловской, Смоленской, Калужской, Калининградской областей, Республик Калмыкия, Крым, Башкортостан, Татарстан, Кабардино-Балкария, Дагестана, Ингушетии, ДНР, ЛНР, г. Москвы, г. Санкт-Петербурга, г. Севастополя.
2016—2023 гг. — Председатель Всероссийского (Алушта, Москва, Сочи, Тюмень, Москва, Р.Башкортостан, Р.Татарстан) и Евразийского (Россия, Казахстан, Азербайджан, Турция, Египет) Евразийского литературного фестиваля фестивалей «ЛиФФт».
Издатель и редактор серии книг лауреатов премии «ЛИффТ» — «Золотой ЛИФФТ Евразии», «Золотой ЛИФФТ России», «Серебряный ЛИФФТ Евразии», «Серебряный ЛИФФТ России».
В 2016 г. Маргарита Аль была включена в альманах «100 поэтов Мира».
С 2018 по 2019 гг. — Главный редактор и составитель Антологии Современной Евразии в 2-х томах. Издательство «ЛИффТ».
В 2018—2019 гг. — Автор и куратор проекта «Сто лет русскому авангарду» (Москва—Санкт-Петербург—Париж—Астана—Нью-Дели—Севастополь—Москва).
В 2019 г. — Автор и куратор проекта «Поэтический концерт на языках коренных народов» (Москва—Тюмень—Баку).
2018—2019 гг. — Автор и куратор проекта совместно с фондом ЛИффТ и фондом Русский мир "Поэтический флешмоб «Спасибо прадеду за Победу» (Москва—Тюмень—Баку)
В 2019 г. — Модератор круглого стола «Создание образа Будущего человека и Человека будущего в литературе», с участием писателей из 52 стран мира в Баку в рамках IV Евразийского литературного фестиваля «ЛИффТ».
2020 г. — Организатор круглого стола «Глобальные тренды современной мировой литературы и моделирование образа будущего мира», прошедший в рамках Книжного фестиваля «Красная площадь» 8 июня 2020 года.
2020 г. — Представила Россию в составе 103 стран мира на Международном фестивале поэзии в Медельине в Медельине (Колумбия). Авангардная поэзия прозвучала на двух языках: русском и испанском. На одной площадке были представлены два поэта: Маргарита Аль и Андрей Вознесенский (запись выступления в 2003 году на фестивале Поэзии в Медельине).
2021 г. — Спикер Международного форума Низами Гянджеви в Баку.
2023 г. — Выступила в инициативной группе писателей из 18 стран мира на создание и подписание меморандума о намерении создания The World Organization of Writers «WOW».
25 декабря 2023 г. — одна из учредителей и Президент Всемирной организации писателей The World Organization of Writers «WOW».
Автор четырёх поэтических книг, стихи переведены на английский, французский, испанский, арабский языки и языки народов России. Публикации в журнале «Дружба народов», «Дети Ра», «Зинзивер» и др.

## О творчестве
Маргарита Аль предсказана во многих теоретических наработках футуристов, которым так и не дали довести свои замыслы до кульминации. И вот совершенно неожиданно 21-й век подхватывает и ведёт дальше.
— Сапгир Кира

Стих — это метафизическая ловушка для новых смыслов. У Маргариты Аль — это ещё и мистериальные стройплощадки, где возводится что-то неведомое, вглубьвозвышательное, пуанкаревозвышательное, доосовышнее.
— Константин Кедров

В литературной и прежде всего поэтической жизни Москвы, Маргарита Аль присутствует как бы в нарастающей прогрессии. Когда-то она начинала с больших текстов, требующих от читателя определённой интеллектуальной усидчивости. Но уже в 2006-м на Волошинском фестивале все мгновенно запомнили её совершенно не причесанную и абсолютно оригинальную поэзию. Она возрождает традицию футуринсталляций авиатора-футуриста Василия Каменского, но уже без эпатажа, заменяя его неожиданным даром делать мысль зримой.
— Елена Кацюба

Стоит отметить, что творчество Аль демонстрирует нам новый тип женщины-поэта, не «ахматовский» и не «цветаевский». Это героический тип личности, который в принципе встречается нечасто, а в XXI-м веке — и подавно. Что поражает, прежде всего, в лирике Маргариты? Симбиоз действия и созерцательности. […] Маргарита Аль ворочает огромными смысловыми глыбами, где метафизика пытается найти общий язык с философией действия. Заметим в скобках, что поэт не только призывает к действию, но и личным примером культуртрегера показывает другим людям, что такое настоящая жизнь.
— Александр Карпенко

## Критика
Александр Карпенко «Выньте себя до последнего эха…» Рецензия на книгу Маргариты Аль «Манифест Аль Ищи» Архивная копия от 20 декабря 2019 на Wayback Machine

## Награды и премии
- Международная отметина имени отца русского футуризма Давида Бурлюка (2014)[7][16]
- Медаль Т. Г. Шевченко (2014, Украина)
- Лауреат международного фестиваля ДООС (2018)
- Медаль «20 лет Ассамблеи народов России» (2018)
- Медаль Ивана Бунина (2019)
- Золотая Есенинская медаль (2019)
- Лауреат Международного Фестиваля ДООС (2019)
- Московская литературная премия (2020)
- Медаль «За доблестный труд» (2021)
- Медаль «25 лет Ассамблеи народов России» (2023)
- Премия Константина Кедрова Президентского фонда культурных инициатив (2024)
- Имеет другие общественные и ведомственные награды.

### Книги
Поэзия
- Аль Маргарита; Кедров, Константин. Утверждение отрицания. — М.: ЛИА Р. Элинина, 2009. — 152 с. — 500 экз. — ISBN 5-86280-073-5.
- Аль Маргарита. Два метра квадратных 999 пробы. — М.: Поэтическая серия группы ДООС, 2013. — 94 с. — 300 экз. — ISBN 978-5-905046-21-6.
- Аль Маргарита. Миражи знь. — М.: изд. ДООС, 2015. — 246 с. — 300 экз. — Серия «ДООС-ПОЭЗИЯ» — ISBN 978-5-9905981-2-6
- Аль Маргарита. ИЩИ. — Симферополь: изд. Доля, 2016. — 70 с. — 200 экз. — ISBN 978-5-9907517-1-2
- Аль Маргарита. Пощёчина Общественной Безвкусице. — Красноярск: изд. «Литера-принт», 2016. — 148 с. — 300 экз. (Серия «Миражисты») — ISBN 978576-025-5
- Аль Маргарита. 5-й угол четвёртого измерения. — Красноярск: изд. Литера-принт, 2016. — 148 с. — 100 экз. (Серия «Миражисты») — ISBN 978576-025-5
- Аль Маргарита. Сибирская ссылка. — Красноярск: изд. Литера-принт, 2017. — 198 с. — 100 экз. (Серия «Миражисты») — ISBN 978576-025-5
- Аль Маргарита. Манифест Аль ИЩИ!!! — М.: ЛИФФТ, 2019. — 200 нумерован. экз. — ISBN 978-5-604-21987-4

Редактированные
- Антология ПО т.1 2007 г. Москва изд. Академия Натальи Нестеровой, — 460 с. — 1000 экз ISBN 5-901617-35-5
- Антология ПО т.2 2015 г. Москва изд. ДООС М.Аль — 637 с. — 300 экз. ISBN 978-5-9906507-0-1  Архивная копия от 31 марта 2019 на Wayback Machine
- Антология ПО т.3 2017 г. Москва изд. ДООС М.Аль — 587 с. — 100 экз ISBN 978-5-9908092-0-8  Архивная копия от 31 марта 2019 на Wayback Machine
- Антология ПО т.4 2017 г. Москва изд. ДООС М.Аль — 635 с. — 100 экз. ISBN 978-5-9906507-1-5  Архивная копия от 31 марта 2019 на Wayback Machine
- Сборник «Библейские и христианские мотивы в современной русской поэзии», Lublin, 2016. — 94 c., ISBN 978-83-8061-277-8
- Аlmanac «WORLD POETRY» 100 Poets 70 Countries, Ulaanbaataar, 2014. — 208 с., ISBN 978-99978-865-0-7

## Интервью

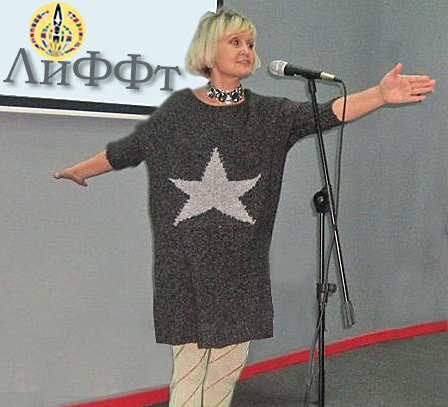
Маргарита Аль выступает на презентации журнала «ЛИФФТ»

- Екатерина Барсова-Гринева. Маргарита Аль о Союзе писателей и читателей — СПиЧ, демократии в литературе и единении через слово: «Не нефть и золото…» Архивная копия от 6 июля 2017 на Wayback Machine «Независимая газета», Москва.
- Андрей Чернов. Интервью с поэтом Маргаритой Аль: «Эта поездка изменила меня…» Архивная копия от 23 сентября 2017 на Wayback Machine «Луганск 1».
- Поэтесса Маргарита Аль вдохновилась скверами Пензы Архивная копия от 6 декабря 2017 на Wayback Machine «БЕЗФОРМАТА.RU» Пенза.
- Пензу посетила главред литературного журнала «Лиффт» Архивная копия от 5 декабря 2017 на Wayback Machine «БЕЗФОРМАТА.RU» Пенза.
- В литературу на «ЛиФФте» «Рязанские ведомости» Рязань.
- Авторская программа Евгения Самоедова «Крылья Пегаса. ЛиФФт» ГТРК Смоленск.
- В Сочи пройдёт III Евразийский Литературный Фестиваль ЛиФФт—2018 Архивная копия от 14 ноября 2017 на Wayback Machine Новости города Сочи.